# Milow (Mecklembourg)
Pour les articles homonymes, voir Milow.
Milow est une municipalité allemande du land de Mecklembourg-Poméranie-Occidentale et l'arrondissement de Ludwigslust-Parchim. En 2013, elle comptait 405 hab.

## Source
- (de) Cet article est partiellement ou en totalité issu de l’article de Wikipédia en allemand intitulé « Milow » (voir la liste des auteurs).